# Culex rajaneeae
Culex rajaneeae är en tvåvingeart som beskrevs av Sirivanakarn 1968. Culex rajaneeae ingår i släktet Culex och familjen stickmyggor.
Artens utbredningsområde är Bismarckarkipelagen. Inga underarter finns listade i Catalogue of Life.